# Trichotichnus masaohayashii
Trichotichnus masaohayashii is een keversoort uit de familie van de loopkevers (Carabidae). De wetenschappelijke naam van de soort is voor het eerst geldig gepubliceerd in 1991 door N.Ito.